# Liste der olympischen Medaillengewinner aus der Türkei
Das Türkiye Milli Olimpiyat Komitesi wurde 1908 gegründet und 1911 vom Internationalen Olympischen Komitee aufgenommen.

## Medaillenbilanz
| Türkei bei den Olympischen Sommerspielen                                            | Türkei bei den Olympischen Sommerspielen | Türkei bei den Olympischen Sommerspielen | Türkei bei den Olympischen Sommerspielen | Türkei bei den Olympischen Sommerspielen | Türkei bei den Olympischen Sommerspielen |      | Türkei bei den Olympischen Winterspielen | Türkei bei den Olympischen Winterspielen | Türkei bei den Olympischen Winterspielen | Türkei bei den Olympischen Winterspielen | Türkei bei den Olympischen Winterspielen | Türkei bei den Olympischen Winterspielen |
| Jahr                                                                                | Gold                                     | Silber                                   | Bronze                                   | Gesamt                                   | Rang                                     | Jahr | Gold                                     | Silber                                   | Bronze                                   | Gesamt                                   | Rang                                     |                                          |
| 1908                                                                                | 0                                        | 0                                        | 0                                        | 0                                        |                                          |      |                                          |                                          |                                          |                                          |                                          |                                          |
| 1912                                                                                | 0                                        | 0                                        | 0                                        | 0                                        |                                          |      |                                          |                                          |                                          |                                          |                                          |                                          |
| 1920                                                                                | –                                        | –                                        | –                                        | –                                        | –                                        |      |                                          |                                          |                                          |                                          |                                          |                                          |
| 1924                                                                                | 0                                        | 0                                        | 0                                        | 0                                        |                                          |      | 1924                                     | –                                        | –                                        | –                                        | –                                        | –                                        |
| 1928                                                                                | 0                                        | 0                                        | 0                                        | 0                                        |                                          |      | 1928                                     | –                                        | –                                        | –                                        | –                                        | –                                        |
| 1932                                                                                | –                                        | –                                        | –                                        | –                                        | –                                        |      | 1932                                     | –                                        | –                                        | –                                        | –                                        | –                                        |
| 1936                                                                                | 1                                        | 0                                        | 1                                        | 2                                        | 19                                       |      | 1936                                     | 0                                        | 0                                        | 0                                        | 0                                        |                                          |
| 1948                                                                                | 6                                        | 4                                        | 2                                        | 12                                       | 7                                        |      | 1948                                     | 0                                        | 0                                        | 0                                        | 0                                        |                                          |
| 1952                                                                                | 2                                        | 0                                        | 1                                        | 3                                        | 16                                       |      | 1952                                     | –                                        | –                                        | –                                        | –                                        | –                                        |
| 1956                                                                                | 3                                        | 2                                        | 2                                        | 7                                        | 12                                       |      | 1956                                     | 0                                        | 0                                        | 0                                        | 0                                        |                                          |
| 1960                                                                                | 7                                        | 2                                        | 0                                        | 9                                        | 6                                        |      | 1960                                     | 0                                        | 0                                        | 0                                        | 0                                        |                                          |
| 1964                                                                                | 2                                        | 3                                        | 1                                        | 6                                        | 16                                       |      | 1964                                     | 0                                        | 0                                        | 0                                        | 0                                        |                                          |
| 1968                                                                                | 2                                        | 0                                        | 0                                        | 2                                        | 21                                       |      | 1968                                     | 0                                        | 0                                        | 0                                        | 0                                        |                                          |
| 1972                                                                                | 0                                        | 1                                        | 0                                        | 1                                        | 33                                       |      | 1972                                     | –                                        | –                                        | –                                        | –                                        | –                                        |
| 1976                                                                                | 0                                        | 0                                        | 0                                        | 0                                        |                                          |      | 1976                                     | 0                                        | 0                                        | 0                                        | 0                                        |                                          |
| 1980                                                                                | –                                        | –                                        | –                                        | –                                        | –                                        |      | 1980                                     | –                                        | –                                        | –                                        | –                                        | –                                        |
| 1984                                                                                | 0                                        | 0                                        | 3                                        | 3                                        | 40                                       |      | 1984                                     | 0                                        | 0                                        | 0                                        | 0                                        |                                          |
| 1988                                                                                | 1                                        | 1                                        | 0                                        | 2                                        | 27                                       |      | 1988                                     | 0                                        | 0                                        | 0                                        | 0                                        |                                          |
| 1992                                                                                | 2                                        | 2                                        | 2                                        | 6                                        | 23                                       |      | 1992                                     | 0                                        | 0                                        | 0                                        | 0                                        |                                          |
| 1996                                                                                | 4                                        | 1                                        | 1                                        | 6                                        | 19                                       |      | 1994                                     | 0                                        | 0                                        | 0                                        | 0                                        |                                          |
| 2000                                                                                | 3                                        | 0                                        | 2                                        | 5                                        | 26                                       |      | 1998                                     | 0                                        | 0                                        | 0                                        | 0                                        |                                          |
| 2004                                                                                | 3                                        | 3                                        | 4                                        | 10                                       | 22                                       |      | 2002                                     | 0                                        | 0                                        | 0                                        | 0                                        |                                          |
| 2008                                                                                | 1                                        | 1                                        | 3                                        | 5                                        | 42                                       |      | 2006                                     | 0                                        | 0                                        | 0                                        | 0                                        |                                          |
| 2012                                                                                | 1                                        | 1                                        | 1                                        | 3                                        | 46                                       |      | 2010                                     | 0                                        | 0                                        | 0                                        | 0                                        |                                          |
| 2016                                                                                | 1                                        | 3                                        | 4                                        | 8                                        | 41                                       |      | 2014                                     | 0                                        | 0                                        | 0                                        | 0                                        |                                          |
| 2020                                                                                | 2                                        | 2                                        | 9                                        | 13                                       | 35                                       |      | 2018                                     | 0                                        | 0                                        | 0                                        | 0                                        |                                          |
| 2024                                                                                | 0                                        | 3                                        | 5                                        | 8                                        | 64                                       |      | 2022                                     | 0                                        | 0                                        | 0                                        | 0                                        |                                          |
| Gesamt                                                                              | 41                                       | 29                                       | 41                                       | 111                                      |                                          |      | Gesamt                                   | 0                                        | 0                                        | 0                                        | 0                                        |                                          |
| \| \| Gold \| Silber \| Bronze \| Gesamt \| \| Ges. S+W \| 41 \| 29 \| 41 \| 111 \| |                                          |                                          |                                          |                                          |                                          |      |                                          |                                          |                                          |                                          |                                          |                                          |
|                                                                                     | Gold                                     | Silber                                   | Bronze                                   | Gesamt                                   |                                          |      |                                          |                                          |                                          |                                          |                                          |                                          |
| Ges. S+W                                                                            | 41                                       | 29                                       | 41                                       | 111                                      |                                          |      |                                          |                                          |                                          |                                          |                                          |                                          |

## Medaillengewinner
- Yasemin Adar – Ringen (0-0-1)
Tokio 2020: Bronze, Freistil, Schwergewicht (bis 76 kg), Frauen
- Nasuh Akar – Ringen (1-0-0)
London 1948: Gold, Freistil, Bantamgewicht (bis 57 kg), Männer
- Hatice Akbaş – Boxen (0-1-0)
Paris 2024: Silber, Bantamgewicht (bis 54 kg), Frauen
- Hüseyin Akbaş – Ringen (0-1-1)
Melbourne 1956: Bronze, Freistil, Fliegengewicht (bis 52 kg), Männer
Tokio 1964: Silber, Freistil, Bantamgewicht (bis 57 kg), Männer
- Vehbi Akdağ – Ringen (0-1-0)
München 1972: Silber, Freistil, Federgewicht (bis 62 kg), Männer
- Taha Akgül – Ringen (1-0-2)
Rio de Janeiro 2016: Gold, Freistil, Superschwergewicht (bis 125 kg), Männer
Tokio 2020: Bronze, Freistil, Superschwergewicht (bis 125 kg), Männer
Paris 2024: Bronze, Freistil, Superschwergewicht (bis 125 kg), Männer
- Uğur Aktaş – Karate (0-0-1)
Tokio 2020: Bronze, Kumite über 75 kg, Männer
- Ferhat Arıcan – Turnen (0-0-1)
Tokio 2020: Bronze, Barren, Männer
- Sedat Artuç – Gewichtheben (0-0-1)
Athen 2004: Bronze, bis 56 kg, Männer
- Mahmut Atalay – Ringen (1-0-0)
Mexiko-Stadt 1968: Gold, Freistil, Weltergewicht (bis 78 kg), Männer
- Adil Atan – Ringen (0-0-1)
Helsinki 1952: Bronze, Freistil, Halbschwergewicht (bis 87 kg), Männer
- Celal Atik – Ringen (1-0-0)
London 1948: Gold, Freistil, Leichtgewicht (bis 67 kg), Männer
- İsmet Atlı – Ringen (1-0-0)
Rom 1960: Gold, Freistil, Halbschwergewicht (bis 87 kg), Männer
- Nazmi Avluca – Ringen (0-0-1)
Peking 2008: Bronze, Griechisch-römisch, Mittelgewicht (bis 84 kg), Männer
- Ahmet Ayık – Ringen (1-1-0)
Tokio 1964: Silber, Freistil, Halbschwergewicht (bis 97 kg), Männer
Mexiko-Stadt 1968: Gold, Freistil, Halbschwergewicht (bis 97 kg), Männer
- Turgut Aykaç – Boxen (0-0-1)
Los Angeles 1984: Bronze, Federgewicht (bis 57 kg), Männer
- Kazım Ayvaz – Ringen (1-0-0)
Tokio 1964: Gold, Griechisch-römisch, Leichtgewicht (bis 70 kg), Männer
- Halit Balamir – Ringen (0-1-0)
London 1948: Silber, Freistil, Fliegengewicht (bis 52 kg), Männer
- Hakkı Başar – Ringen (0-1-0)
Barcelona 1992: Silber, Griechisch-römisch, Halbschwergewicht (bis 90 kg), Männer
- Mithat Bayrak – Ringen (2-0-0)
Melbourne 1956: Gold, Griechisch-römisch, Weltergewicht (bis 73 kg), Männer
Rom 1960: Gold, Griechisch-römisch, Weltergewicht (bis 73 kg), Männer
- Adem Bereket – Ringen (0-0-1)
Sydney 2000: Bronze, Freistil, bis 76 kg, Männer
- Malik Beyleroğlu – Boxen (0-1-0)
Atlanta 1996: Silber, bis 75 kg, Männer
- Hamide Bıkçın – Taekwondo (0-0-1)
Sydney 2000: Bronze, bis 57 kg, Frauen
- Ahmet Bilek – Ringen (1-0-0)
Rom 1960: Gold, Freistil, Fliegengewicht (bis 52 kg), Männer
- Gazanfer Bilge – Ringen (1-0-0)
London 1948: Gold, Freistil, Federgewicht (bis 63 kg), Männer
- Buse Naz Çakıroğlu – Boxen (0-1-0)
Tokio 2020: Silber, Fliegengewicht (bis 51 kg), Frauen
Paris 2024: Silber, Halbfliegengewicht (bis 50 kg), Frauen
- Eyüp Can – Boxen (0-0-1)
Los Angeles 1984: Bronze, Fliegengewicht (bis 51 kg), Männer
- Adil Candemir – Ringen (0-1-0)
London 1948: Silber, Freistil, Mittelgewicht (bis 79 kg), Männer
- Buse Tosun Çavuşoğlu – Ringen (0-0-1)
Paris 2024: Bronze, Freistil, Halbschwergewicht (bis 68 kg), Frauen
- Merve Çoban – Karate (0-0-1)
Tokio 2020: Bronze, Kumite bis 61 kg, Frauen
- Yasmani Copello – Leichtathletik (0-0-1)
Rio de Janeiro 2016: Bronze, 400 m Hürden, Männer
- Mustafa Dağıstanlı – Ringen (2-0-0)
Melbourne 1956: Gold, Freistil, Bantamgewicht (bis 57 kg), Männer
Rom 1960: Gold, Freistil, Federgewicht (bis 63 kg), Männer
- Mahmut Demir – Ringen (1-0-0)
Atlanta 1996: Gold, Freistil, Superschwergewicht (bis 130 kg), Männer
- Soner Demirtaş – Ringen (0-0-1)
Rio de Janeiro 2016: Bronze, Freistil, Klasse bis 74 kg, Männer
- Yusuf Dikeç – Schießen (0-1-0)
Paris 2024: Silber, Luftpistole, Mixed-Team
- Rıza Doğan – Ringen (0-1-0)
Melbourne 1956: Silber, Griechisch-römisch, Leichtgewicht (bis 67 kg), Männer
- Yaşar Doğu – Ringen (1-0-0)
London 1948: Gold, Freistil, Weltergewicht (bis 73 kg), Männer
- Dursun Ali Eğribaş – Ringen (0-0-1)
Melbourne 1956: Bronze, Griechisch-römisch, Fliegengewicht (bis 52 kg), Männer
- Yaşar Erkan – Ringen (1-0-0)
Berlin 1936: Gold, Griechisch-römisch, Federgewicht (bis 61 kg), Männer
- Şeref Eroğlu – Ringen (0-1-0)
Athen 2004: Silber, Griechisch-römisch, bis 66 kg, Männer
- Mete Gazoz – Bogenschießen (1-0-1)
Tokio 2020: Gold, Einzel, Männer
Paris 2024: Bronze, Mannschaft, Männer
- Hasan Gemici – Ringen (1-0-0)
Helsinki 1952: Gold, Freistil, Fliegengewicht (bis 52 kg), Männer
- Necmi Gençalp – Ringen (0-1-0)
Seoul 1988: Silber, Mittelgewicht (bis 82 kg), Männer
- Hasan Güngör – Ringen (1-1-0)
Rom 1960: Gold, Freistil, Mittelgewicht (bis 79 kg), Männer
Tokio 1964: Silber, Freistil, Mittelgewicht (bis 87 kg), Männer
- Cenk İldem – Ringen (0-0-1)
Rio de Janeiro 2016: Bronze, griechisch-römisch, Klasse bis 98 kg, Männer
- Hatice Kübra İlgün – Taekwondo (0-0-1)
Tokio 2020: Bronze, bis 57 kg, Frauen
- Daniyar Ismayilov – Gewichtheben (0-1-0)
Rio de Janeiro 2016: Silber, Leichtgewicht bis 69 kg, Männer
- Hamit Kaplan – Ringen (1-1-1)
Melbourne 1956: Gold, Freistil, Schwergewicht (über 87 kg), Männer
Rom 1960: Silber, Freistil, Schwergewicht (über 87 kg), Männer
Tokio 1964: Bronze, Freistil, Schwergewicht (über 97 kg), Männer
- Halil Kaya – Ringen (0-0-1)
London 1948: Bronze, Griechisch-römisch, Bantamgewicht (bis 57 kg), Männer
- Rıza Kayaalp – Ringen (0-1-2)
London 2012: Bronze, Griechisch-römisch, Schwergewicht (bis 120 kg), Männer
Rio de Janeiro 2016: Silber, Griechisch-römisch, Superschwergewicht (bis 130 kg), Männer
Tokio 2020: Bronze, Griechisch-römisch, Superschwergewicht (bis 130 kg), Männer
- Ali Kayalı – Ringen (0-0-1)
Barcelona 1992: Bronze, Freistil, Schwergewicht (bis 100 kg), Männer
- Yakup Kılıç – Boxen (0-0-1)
Peking 2008: Bronze, bis 57 kg, Männer
- Ahmet Kireççi – Ringen (1-0-1)
Berlin 1936: Bronze, Freistil, Mittelgewicht (bis 79 kg), Männer
London 1948: Gold, Griechisch-römisch, Superschwergewicht (über 87 kg), Männer
- Tevfik Kış – Ringen (1-0-0)
Rom 1960: Gold, Griechisch-römisch, Halbschwergewicht (bis 87 kg), Männer
- Nafia Kuş – Taekwondo (0-0-1)
Paris 2024: Bronze, Schwergewicht (über 67 kg), Frauen
- Halil Mutlu – Gewichtheben (3-0-0)
Atlanta 1996: Gold, Fliegengewicht (bis 54 kg), Männer
Sydney 2000: Gold, bis 56 kg, Männer
Athen 2004: Gold, bis 56 kg, Männer
- İsmail Ogan – Ringen (1-1-0)
Rom 1960: Silber, Freistil, Weltergewicht (bis 73 kg), Männer
Tokio 1964: Gold, Freistil, Weltergewicht (bis 78 kg), Männer
- Mehmet Oktav – Ringen (1-0-0)
London 1948: Gold, Griechisch-römisch, Federgewicht (bis 61 kg), Männer
- Kenan Olcay – Ringen (0-1-0)
London 1948: Silber, Griechisch-römisch, Fliegengewicht (bis 52 kg), Männer
- Mehmet Özal – Ringen (0-0-1)
Athen 2004: Bronze, Griechisch-römisch, bis 96 kg, Männer
- Hüseyin Özkan – Judo (1-0-0)
Peking 2008: Silber, bis 48 kg, Männer
- Mehmet Akif Pirim – Ringen (1-0-1)
Barcelona 1992: Gold, Griechisch-römisch, Federgewicht (bis 62 kg), Männer
Atlanta 1996: Bronze, Griechisch-römisch, Federgewicht (bis 62 kg), Männer
- Aydın Polatçı – Ringen (0-0-1)
Athen 2004: Bronze, Freistil, bis 120 kg, Männer
- Hakan Reçber – Taekwondo (0-0-1)
Tokio 2020: Bronze, bis 68 kg, Männer
- Taner Sağır – Gewichtheben (1-0-0)
Athen 2004: Gold, bis 77 kg, Männer
- Ramazan Şahin  – Ringen (1-0-0)
Peking 2008: Gold, Freistil, Leichtgewicht (bis 66 kg), Männer
- Eray Şamdan – Karate (0-1-0)
Tokio 2020: Silber, Kumite bis 67 kg, Männer
- Ruhi Sarıalp – Leichtathletik (0-0-1)
London 1948: Bronze, Dreisprung, Männer
- Hülya Şenyurt – Judo (0-0-1)
Barcelona 1992: Bronze, Superleichtgewicht (bis 48 kg), Frauen
- Müzahir Sille – Ringen (1-0-0)
Rom 1960: Gold, Griechisch-römisch, Federgewicht (bis 61 kg), Männer
- Kenan Şimşek – Ringen (0-1-0)
Barcelona 1992: Silber, Freistil, Halbschwergewicht (bis 90 kg), Männer
- Bayram Şit – Ringen (1-0-0)
Helsinki 1952: Gold, Freistil, Federgewicht (bis 63 kg), Männer
- Ali Sofuoğlu – Karate (0-0-1)
Tokio 2020: Bronze, Kata, Männer
- Naim Süleymanoğlu – Gewichtheben (3-0-0)
Seoul 1988: Gold, Federgewicht (bis 60 kg), Männer
Barcelona 1992: Gold, Federgewicht (bis 60 kg), Männer
Atlanta 1996: Gold, Federgewicht (bis 64 kg), Männer
- Busenaz Sürmeneli – Boxen (1-0-0)
Tokio 2020: Gold, Weltergewicht (bis 69 kg), Frauen
- Ayhan Taşkın – Ringen (0-0-1)
Los Angeles 1984: Bronze, Freistil, Superschwergewicht (über 100 kg), Männer
- Bahri Tanrıkulu – Taekwondo (0-1-0)
Athen 2004: Silber, bis 80 kg, Männer
- Azize Tanrıkulu – Taekwondo (0-1-0)
Peking 2008: Silber, bis 57 kg, Frauen
- Şevval İlayda Tarhan – Schießen (0-1-0)
Paris 2024: Silber, Luftpistole, Mixed-Team
- Nur Tatar – Taekwondo (0-1-1)
London 2012: Silber, bis 67 kg, Frauen
Rio de Janeiro 2016: Bronze, bis 67 kg, Frauen
- Muhlis Tayfur – Ringen (0-1-0)
London 1948: Silber, Griechisch-römisch, Mittelgewicht (bis 79 kg), Männer
- Nurcan Taylan – Gewichtheben (1-0-0)
Athen 2004: Gold, bis 48 kg, Frauen
- Servet Tazegül – Taekwondo (1-0-1)
Peking 2008: Bronze, bis 68 kg, Männer
London 2012: Gold, bis 68 kg, Männer
- Ulaş Berkim Tümer – Bogenschießen (0-0-1)
Paris 2024: Bronze, Mannschaft, Männer
- Atagün Yalçınkaya – Boxen (0-1-0)
Athen 2004: Silber, Halbfliegengewicht (bis 48 kg), Männer
- Selim Yaşar – Ringen (0-1-0)
Rio de Janeiro 2016: Silber, Freistil, Klasse bis 86 kg, Männer
- Hamza Yerlikaya – Ringen (2-0-0)
Atlanta 1996: Gold, Griechisch-römisch, Mittelgewicht (bis 82 kg), Männer
Sydney 2000: Gold, Griechisch-römisch, bis 85 kg, Männer
- Abdullah Yıldırmış – Bogenschießen (0-0-1)
Paris 2024: Bronze, Mannschaft, Männer
- Esra Yıldız – Boxen (0-0-1)
Paris 2024: Bronze, Federgewicht (bis 57 kg), Frauen
- İbrahim Zengin – Ringen (0-1-0)
Melbourne 1956: Silber, Freistil, Weltergewicht (bis 73 kg), Männer